# Deutsche Schlager-Festspiele
De radiozender Radio Luxembourg organiseerde in 1959, 1960 en 1961 in Wiesbaden een Duits Schlagerfestival. Voorbeeld voor de wedstrijd was het San Remo Festival uit Italië. In 1961 ontstond de Deutschen Schlager-Festspiele in Baden-Baden. Tot 1966 werd het jaarlijks gehouden en in 1962 gold het ook als voorronde voor het Eurovisiesongfestival. In 1967 werd het niet georganiseerd.
Van 1968 tot 1970 en in 1973 was het schlagerfestival terug onder de naam Deutscher Schlagerwettbewerb. Pas in 1991 werd het volgende schlagerfestival georganiseerd, na deze editie kwam het festival nog 4 keer terug om zijn laatste keer te vieren in 1999.

## 1959
| Plaats | Titel                        | Artiest                     |
| ------ | ---------------------------- | --------------------------- |
| 1.     | Was wär' das alles ohne dich | Ruth Fischer & Will Brandes |
| 2.     | Black Jones                  | Rainer Betram               |
| 3.     | Jenny Jo                     | Rainer Bertram              |

## 1960
| Plaats | Titel                                 | Artiest          |
| ------ | ------------------------------------- | ---------------- |
| 1.     | Rosalie, musst nicht weinen           | Caterina Valente |
| 2.     | Wer keine Liebe kennt                 | Perrys           |
| 3.     | Einen Ring mit zwei blutroten Steinen | Caterina Valente |

## 1961 juni
| Plaats | Titel                                     | Artiest                |
| ------ | ----------------------------------------- | ---------------------- |
| 1.     | Bailando a dos (instr.)                   | Orchester Alfred Hause |
| 2.     | Texas-Jimmy                               | Die Missouris          |
| 3.     | Ein kleiner gold'ner Ring                 | Lys Assia              |
| 4.     | Du bist so lieb, wenn du lächelst, Cherie | Nora Nova              |
| 5.     | Das Glück kommt unverhofft                | Inge Brück             |
| 6.     | Südsee-Ballade                            | Medium-Terzett         |
| 7.     | In Paraguay                               | Tony Sandler           |
| 8.     | Die "Ohne-Dich-Polka"                     | Hans-Arno Simon        |

## 1961 september
| Plaats | Titel                           | Artiest                        |
| ------ | ------------------------------- | ------------------------------ |
| 1.     | Jacky Jones aus Oklahoma        | Caterina Valente               |
| 2.     | Kommt ein Schiff nach Amsterdam | Caterina Valente               |
| 3.     | Johnny, nimm das Heimweh mit    | Caterina Valente               |
| 4.     | Musikanten der Liebe            | Leonie Brückner & Claus Herwig |
| 5.     | Abends in Madrid                | Leonie Brückner & Claus Herwig |

## 1962
| Plaats | Titel                                        | Artiest                  |
| ------ | -------------------------------------------- | ------------------------ |
| 1.     | Zwei kleine Italiener                        | Conny Froboess           |
| 2.     | Die Wege der Liebe sind wunderbar            | Siw Malmkvist            |
| 3.     | Ein Herz, das kann man nicht kaufen          | Margot Eskens            |
| 4.     | Mama ich will dich seh'n                     | Pirkko Manola & Wyn Hoop |
| 5.     | Spanische Hochzeit (Tausend Liter Tarragona) | Ralf Bendix              |
| 6.     | Das Lexikon d'amour                          | Peggy Brown              |
| 7.     | Eine Rose aus Santa Monica                   | Carmela Corren           |
| 8.     | Ein verliebter Italiener                     | Peter Beil               |

## 1963
| Plaats | Titel                                          | Artiest                              |
| ------ | ---------------------------------------------- | ------------------------------------ |
| 1.     | Ich will 'nen Cowboy als Mann                  | Gitte                                |
| 2.     | Ob in Bombay, ob in Rio                        | Anita Traversi                       |
| 3.     | Lach doch, wenn's zum Weinen nicht reicht      | Gerhard Wendland                     |
| 4.     | Meine große Liebe wohnt in einer kleinen Stadt | René Kollo                           |
| 5.     | Der King von Soho                              | Grethe Ingmann                       |
| 6.     | Da kam Jonny                                   | Lolita                               |
| 7.     | Piccolina                                      | Leo Leandros                         |
| 8.     | Auf der Hazienda fehlt eine Frau               | Billy Mo                             |
| 9.     | Es braucht ja nicht Hawaii zu sein             | Rainer Bertram und Ann-Louise Hanson |
| 10.    | Siebenundsiebzig Frau'n                        | Illo Schieder                        |
| 11.    | Ja, beim Bossa-Nova-Ball                       | Friedel Hensch & die Cyprys          |
| 12.    | Mach nicht Hochzeit ohne mich                  | Gerd Böttcher                        |

## 1964
| Plaats | Titel                                 | Artiest             |
| ------ | ------------------------------------- | ------------------- |
| 1.     | Liebeskummer lohnt sich nicht         | Siw Malmkvist       |
| 2.     | Wo ist das Glück vom vergangenen Jahr | Nana Mouskouri      |
| 3.     | Jetzt dreht die Welt sich nur um dich | Gitte & Rex         |
| 4.     | Schönes Mädchen                       | Esther & Abi Ofarim |
| 5.     | Junger Mann mit roten Rosen           | Dorthe              |
| 6.     | Eine Reise in die Vergangenheit       | Margot Eskens       |
| 7.     | Fühl dich bei mir wie zu Hause        | Lys Assia           |
| 8.     | Jeder Weg, den ich gehe               | Vittorio            |
| 9.     | Du weißt ja so wenig von mir          | Nicki und Hero      |
| 10.    | Als wäre nichts geschehen             | Maria Duval         |
| 11.    | Angelino - bis morgen                 | Annamarie           |
| 12.    | Es muss die Liebe sein                | Violetta Ferrari    |

## 1965
| Plaats | Titel                                      | Artiest                  |
| ------ | ------------------------------------------ | ------------------------ |
| 1.     | Mit 17 hat man noch Träume                 | Peggy March              |
| 2.     | Sprich nicht drüber                        | Wencke Myhre             |
| 3.     | Das fünfte Rad am Wagen                    | Siw Malmkvist            |
| 4.     | Blondes Haar am Paletot                    | Dorthe                   |
| 5.     | Meine Hochzeitsreise mach ich auf den Mond | Conny Froboess           |
| 6.     | Gib dein Wort, Linda Lou                   | Blue Diamonds            |
| 7.     | Eine Schwalbe macht noch keinen Sommer     | Dorthe                   |
| 8.     | Eine Rose blüht in Colorado                | Peter Hinnen             |
| 9.     | Das Leben ist wunderbar                    | Renate & Werner Leismann |
| 10.    | Die Zillertaler Blasmusik                  | Billy Mo                 |
| 11.    | Mir geht's genauso wie dir                 | Renate & Werner Leismann |
| 12.    | Lebewohl Winnetou                          | Medium-Terzett           |

## 1966
| Plaats | Titel                            | Artiest                            |
| ------ | -------------------------------- | ---------------------------------- |
| 1.     | Beiß nicht gleich in jeden Apfel | Wencke Myhre                       |
| 2.     | Nur wenn du bei mir bist         | Elisa Gabbai                       |
| 3.     | Irgend jemand liebt auch dich    | Roy Black                          |
| 4.     | So alt wie die Welt              | Brigitt Petry                      |
| 5.     | Es könnte Liebe sein             | Lill Lindfors                      |
| 6.     | Wie der Wind                     | Mary Roos                          |
| 7.     | Wanderer ohne Ziel               | Tielman Brothers                   |
| 8.     | So ist ein Boy                   | Geschwister Jakob                  |
| 9.     | Bis ans Ende aller Tage          | Michaela Prunerowa                 |
| 10.    | Aber du lässt dich nicht seh'n   | Margot Eskens                      |
| 11.    | Gammelshake                      | Margret Fürer und die Penny Pipers |
| 12.    | In der großen Manege             | Wolfgang Graf                      |

## 1968
| Plaats | Titel                                 | Artiest           |
| ------ | ------------------------------------- | ----------------- |
| 1.     | Harlekin                              | Siw Malmkvist     |
| 2.     | Wärst du doch in Düsseldorf geblieben | Dorthe            |
| 3.     | Der Computer Nr.3                     | France Gall       |
| 4.     | Alle Blumen wollen blühen             | Anna-Lena         |
| 5.     | Wer das verbietet                     | Rex Gildo         |
| 6.     | 99,9%                                 | Graham Bonney     |
| 7.     | Lieber mal weinen im Glück            | Renate Kern       |
| 8.     | Schade um die Tränen                  | Inga (Rumpf)      |
| 9.     | Lieber Maler, male mir                | Gus Backus        |
| 10.    | Wir sagen ja zu der Liebe             | Howard Carpendale |
| 11.    | Denk'an Morgen                        | Marc Bertrand     |
| 12.    | Der Mond vom Fudschijama              | Jacqueline Boyer  |

## 1969
| Platz | Titel                                          | Interpret                |
| ----- | ---------------------------------------------- | ------------------------ |
| 1.    | Heute so, morgen so                            | Roberto Blanco           |
| 2.    | Stille Wasser, die sind tief                   | Paola del Medico         |
| 3.    | Ein bißchen Goethe, ein bißchen Bonaparte      | France Gall              |
| ?     | Texas-Cowboy-Pferde-Sattel-Verkäuferin         | Tonia                    |
| ?     | Schließ Deine Augen und schau in mein Herz     | Bata Illic               |
| ?     | Wenn einer dir 1000 Küsse verspricht           | Gaby Berger              |
| ?     | Alles rutscht mir aus den Händen               | Mary Roos                |
| ?     | Warum denn gleich aufs ganze gehn              | Daniela                  |
| ?     | Komm an meine grüne Seite                      | Renate & Werner Leismann |
| ?     | Auf dem Wege nach Aschaffenburg                | Geschwister Jakob        |
| ?     | Ich weiß, daß ich kein Engel bin               | Bonnie St. Claire        |
| ?     | Ein Glück, daß man das Glück nicht kaufen kann | Pat Simon                |

## 1970
| Platz | Titel                                     | Interpret              |
| ----- | ----------------------------------------- | ---------------------- |
| 1.    | Das schöne Mädchen von Seite 1            | Howard Carpendale      |
| 2.    | Alle Blumen brauchen Sonne                | Renate Kern            |
| 3.    | Wo Liebe ist, ist auch ein Weg            | Bata Illic             |
| ?     | Dann schon eher der Piano-Player          | France Gall            |
| ?     | Ich mach' ein Interview mit deinem Herzen | Graham Bonney          |
| ?     | Antonella                                 | Ray Miller             |
| ?     | Ich bin kein Rosenkavalier                | Bernd Spier            |
| ?     | Ein kleiner Teufel steckt in Dir          | Nina Lizell            |
| ?     | Zuerst kommt meine Liebe                  | Peter Rubin            |
| ?     | Punkt, Punkt, Komma, Strich               | Pat Simon              |
| ?     | Tränen trocknen schnell im Sonnenschein   | Eric Thomas            |
| ?     | Ohne Dich wär es halb so schön            | David Alexander Winter |

## 1973
| Plaats | Titel                            | Artiest        |
| ------ | -------------------------------- | -------------- |
| 1.     | Das Lied                         | Olivia Molina  |
| 2.     | Hallo, Herr Nachbar              | Cindy & Bert   |
| 3.     | Dreh dich weiter, Ballerina      | Anne-Karin     |
| 4.     | Ich freu' mich so auf morgen     | Lena Valaitis  |
| 5.     | Morgen ist ein neuer Tag         | Ireen Sheer    |
| 6.     | Jetzt geht die Party richtig los | Séverine       |
| 7.     | Liebe, was ist das               | Marion Maerz   |
| 8.     | Berlin, Berlin                   | Peggy March    |
|        | Carolina komm                    | Costa Cordalis |
| 10.    | Komm doch zu mir                 | Ulli Martin    |
|        | Rosemary und Companie            | Graham Bonney  |
| 12.    | In der Bodega von Mexiko         | Teddy Parker   |

## 1991
| Startnr. | Artiest                         | Titel                                                  | Plaats                   | Ptn                      |                          |
| -------- | ------------------------------- | ------------------------------------------------------ | ------------------------ | ------------------------ | ------------------------ |
| 13       | Nicole                          | Ein leises Lied                                        | 1                        | 74                       |                          |
| 6        | Bernhard Brink                  | Geh (eh' ich den Kopf total verlier)                   | 2                        | 64                       |                          |
| 14       | Fernando Express                | Flüsterndes Herz                                       | 3                        | 58                       |                          |
| 15       | Tom Astor                       | Ich bin kein Dichter, kein Poet                        | 3                        | 58                       |                          |
| 12       | Michael Holm                    | Elektrisiert                                           | 5                        | 56                       |                          |
| 10       | Ute Geller                      | Spuren im Wind                                         | 6                        | 48                       |                          |
| 3        | Kati Karney                     | Leben und leben lassen                                 | 7                        | 47                       |                          |
| 4        | Gunter Gabriel                  | Es war nicht alles schlecht, was früher einmal gut war | 8                        | 45                       |                          |
| 2        | Rendezvous                      | In Deinem Arm bin ich dem Himmel nah                   | 9                        | 35                       |                          |
| 11       | Achim Mentzel und Sabine Bruhns | Wenn die Wirklichkeit so wäre                          | 10                       | 28                       |                          |
| 8        | Erika Bruhn                     | Einfach                                                | 11                       | 25                       |                          |
| 7        | Greyhounds                      | Nimm es leicht                                         | 12                       | 22                       |                          |
| 5        | Manuela Weiden                  | Schmusemaus und Kuschelbär                             | 13                       | 20                       |                          |
| 9        | Hugo Egon Balder                | Single-Ling (Single-Song)                              | 14                       | 13                       |                          |
| 1        | Martin Mann                     | Weil ich Dich nicht liebe                              | 15                       | 7                        |                          |
| plaats   | plaats                          | Deutschlandhalle Berlijn                               | Deutschlandhalle Berlijn | Deutschlandhalle Berlijn | Deutschlandhalle Berlijn |

## 1992
| Startnr. | Artiest                      | Titel                             | Plaats               | Ptn                  |                      |
| -------- | ---------------------------- | --------------------------------- | -------------------- | -------------------- | -------------------- |
| 7        | Hanne Haller                 | Schatz, ich will ja nicht meckern | 1                    | 32.014               |                      |
| 2        | Dagmar (The Lady of country) | Lass mich damit bloß in Ruh       | 2                    | 18.174               |                      |
| 10       | Rendezvous                   | Fliege mein Drachen               | 3                    | 12.198               |                      |
| 6        | Erwin goes to Helgoland      | Rumpelstilzchen                   | 4                    | 10.493               |                      |
| 8        | Van Danko                    | Ruf mich nicht an                 | 5                    | 10.391               |                      |
| 5        | Klaus Densow                 | Wir sind doch alle keine Engel    | 6                    | 9970                 |                      |
| 3        | Karat                        | Kind                              | 7                    | 7641                 |                      |
| 1        | David Brandes                | Im Dschungel der Nacht            | 8                    | 6417                 |                      |
| 4        | Matthias Carras              | Gib mir die Hitze der Nacht       | 9                    | 4095                 |                      |
| 9        | Harry Winter                 | Diese Nacht, heute Nacht          | 10                   | 3242                 |                      |
| plaats   | plaats                       | Sporthalle Böblingen              | Sporthalle Böblingen | Sporthalle Böblingen | Sporthalle Böblingen |

## 1994
| Startnr. | Artiest          | Titel                       | Plaats              | Ptn                 |                     |
| -------- | ---------------- | --------------------------- | ------------------- | ------------------- | ------------------- |
| 8        | Wolfgang Petry   | Eines Tags vielleicht       | 1                   | 231                 |                     |
| 9        | Michelle         | Silbermond und Sternenfeuer | 2                   | 199                 |                     |
| 3        | Andreas Martin   | So lieb ich dich            | 3                   | 156                 |                     |
| 1        | G. G. Anderson   | 365 mal im Jahr             | 4                   | 154                 |                     |
| 4        | Kristina Bach    | Matador                     | 5                   | 143                 |                     |
| 10       | Bernd Clüver     | Hätt ich die Wahl           | 6                   | 124                 |                     |
| 7        | Gaby Baginsky    | Verzeih mein Freund         | 7                   | 116                 |                     |
| 2        | Elke Martens     | Sieben Tage Sehnsucht       | 8                   | 72                  |                     |
| 5        | Fernando Express | Copacabana                  | 9                   | 71                  |                     |
| 6        | Markus Rüger     | Für immer wir zwei          | 10                  | 54                  |                     |
| plaats   | plaats           | Kursaal Baden-Baden         | Kursaal Baden-Baden | Kursaal Baden-Baden | Kursaal Baden-Baden |

## 1997
| Startnr. | Artiest       | Titel                                  | Plaats                 | Ptn                    |                        |
| -------- | ------------- | -------------------------------------- | ---------------------- | ---------------------- | ---------------------- |
| 12       | Michelle      | Wie Flammen im Wind                    | 1                      | 237                    |                        |
| 9        | Leonard       | Wo Liebe lebt                          | 2                      | 208                    |                        |
| 4        | André Stade   | Weil Du so bist, wie Du bist           | 3                      | 196                    |                        |
| 11       | Tom Astor     | Eisen im Feuer                         | 4                      | 185                    |                        |
| 1        | Rex Gildo     | Viva Mexico                            | 5                      | 168                    |                        |
| 10       | Ingrid Peters | Komm und halt mich fest                | 6                      | 166                    |                        |
| 8        | Cindy & Bert  | Ich habe die Rose geseh'n              | 7                      | 153                    |                        |
| 5        | Mara Kayser   | Eine Nacht voller Zärtlichkeit         | 8                      | 132                    |                        |
| 7        | Petra Frey    | Sorry - tut mir leid                   | 9                      | 130                    |                        |
| 6        | Bernd Clüver  | Lass die Freunde doch mal Freunde sein | 10                     | 108                    |                        |
| 3        | Uta Bresan    | Mitten ins Herz                        | 11                     | 107                    |                        |
| 2        | Hit Company   | Sonne, Mond und Sterne                 | 12                     | 82                     |                        |
| plaats   | plaats        | Ortenauhalle Offenburg                 | Ortenauhalle Offenburg | Ortenauhalle Offenburg | Ortenauhalle Offenburg |

## 1998
| Startnr. | Interpret      | Titel                                          | Platz                  | Punkte                 |                        |
| -------- | -------------- | ---------------------------------------------- | ---------------------- | ---------------------- | ---------------------- |
| 7        | Gaby Baginsky  | Männer versteh'n nur was sie woll'n            | 1                      | 233                    |                        |
| 1        | Die Paldauer   | Wenn Du willst                                 | 2                      | 223                    |                        |
| 6        | André Stade    | Weil ich wahnsinnig bin                        | 3                      | 221                    |                        |
| 12       | Nina Falk      | Liebe braucht Licht                            | 4                      | 155                    |                        |
| 4        | Inka Bause     | Ich will nur Dich                              | 5                      | 154                    |                        |
| 5        | Jonny Hill     | Der Regenmann                                  | 6                      | 152                    |                        |
| 11       | Jürgen Drews   | Vergiss, daß ich Dich liebe                    | 7                      | 138                    |                        |
| 9        | Vivian Lindt   | Bergab meine Liebe (am Fluss deiner Sehnsucht) | 8                      | 137                    |                        |
| 3        | Rex Gildo      | Die Stimme Deines Herzens                      | 8                      | 137                    |                        |
| 2        | Sasja Velt     | Ich kann nicht lachen, wenn Du traurig bist    | 10                     | 114                    |                        |
| 10       | Bernd Clüver   | Kuscheln                                       | 11                     | 104                    |                        |
| 8        | Michael Morgan | Zugegeben                                      | 11                     | 104                    |                        |
| plaats   | plaats         | Ortenauhalle Offenburg                         | Ortenauhalle Offenburg | Ortenauhalle Offenburg | Ortenauhalle Offenburg |

## 1999
| Startnr. | Artiest                        | Titel                        | Plaats                       | Ptn                          |                              |
| -------- | ------------------------------ | ---------------------------- | ---------------------------- | ---------------------------- | ---------------------------- |
| 10       | Rosanna Rocci & Michael Morgan | Ich gehör zu Dir             | 1                            | 289                          |                              |
| 12       | Anja Odenthal                  | Ich will leben               | 2                            | 186                          |                              |
| 2        | Olaf Berger                    | Schenk mir Deine Träume      | 3                            | 161                          |                              |
| 7        | Hanne Haller                   | Während Du mich liebst       | 4                            | 160                          |                              |
| 4        | Tom Astor                      | Ehrlichkeit                  | 5                            | 152                          |                              |
| 8        | Karat                          | Das kann niemand so wie Du   | 6                            | 145                          |                              |
| 3        | Bianca und Ray                 | Für Dich amore blu           | 7                            | 123                          |                              |
| 5        | Elke Martens                   | Er ist nicht wie Du          | 8                            | 112                          |                              |
| 11       | Andreas Martin                 | Im Sturm der Gefühle         | 9                            | 104                          |                              |
| 6        | Jens Bogner                    | Heut', hier und jetzt        | 10                           | 70                           |                              |
| 1        | Nina Falk                      | Ich steh' zu Dir             | 10                           | 70                           |                              |
| 9        | Marina Hess                    | Antwort auf Zärtlichkeit     | 12                           | 68                           |                              |
| plaats   | plaats                         | Oberschwabenhalle Ravensburg | Oberschwabenhalle Ravensburg | Oberschwabenhalle Ravensburg | Oberschwabenhalle Ravensburg |